# San Antonio Bulo Bulo
Der Club Deportivo San Antonio Bulo Bulo ist ein Sportverein aus Entre Ríos, Bolivien, der hauptsächlich für seine Fußballabteilung bekannt ist. Er wird auch El Equipo del Pueblo (deutsch Die Mannschaft des Volkes) genannt.

## Geschichte
Seit der Gründung 1962 spielte San Antonio lange Zeit regional. 2021 qualifizierte sich der Klub aus dem Departamento Cochabamba erstmals für die Copa Simón Bolívar, bei der San Antonio an Club García Agreda im Viertelfinale scheiterte. 2023 qualifizierte sich San Antonio erneut für die Copa Simón Bolívar und konnte sogar bis ins Finale einziehen. Dort verlor San Antonio gegen den GV San José knapp mit 2:4 nach Elfmeterschießen und verpasste vorerst den Aufstieg. Nur wenige Tage danach konnte San Antonio den Aufstieg in die Liga de Fútbol Profesional Boliviano doch noch feiern, nachdem der Klub im Relegationsspiel gegen den 15. der höchsten Spielklasse, Libertad Gran Mamoré, mit 4:2 im Elfmeterschießen gewonnen hatte.

## Erfolge
- Aufstieg in die Liga de Fútbol Profesional Boliviano: 2023